# Allittia
Allittia là một chi thực vật có hoa trong họ Cúc (Asteraceae).

## Loài
Chi Allittia gồm các loài: